# Blink Twice
Pour plus de détails, voir Fiche technique et Distribution.
Blink Twice, ou Souriez, tout va bien au Québec, est un thriller américain réalisé par Zoë Kravitz et sorti en 2024. Il s'agit de son premier long-métrage en tant que réalisatrice.

## Synopsis
Frida est une jeune serveuse travaillant dans un bar à cocktails à Los Angeles. Elle est fascinée par Slater King, un riche et jeune homme d'affaires ayant fait fortune grâce à la technologie. Elle parvient à se faire inviter sur l'île privée du philanthrope...

## Fiche technique
Sauf indication contraire, les informations mentionnées dans cette section peuvent être confirmées par la base de données cinématographiques IMDb,  présente dans la section « Liens externes ».
- Titre original : Blink Twice
- Titre québécois : Souriez, tout va bien
- Titre de travail : Pussy Island
- Réalisation : Zoë Kravitz
- Scénario : Zoë Kravitz et E.T. Feigenbaum
- Musique : Gabriel Garzón-Montano et Chanda Dancy
- Décors : Roberto Bonelli
- Costumes : Kiersten Hargroder
- Photographie : Adam Newport-Berra
- Montage : Kathryn J. Schubert
- Production : Bruce Cohen, Tiffany Persons, Garret Levitz, Zoë Kravitz et Channing Tatum
  - Production exécutive : Jordan Harkins et Stacy Perskie
- Sociétés de production : Metro-Goldwyn-Mayer, Free Association et Bruce Cohen Productions
- Sociétés de distribution : Amazon MGM Studios (États-Unis), Warner Bros. Pictures (France)
- Pays de production :  États-Unis
- Langue originale : anglais
- Format : couleur - 2.35:1
- Genre : thriller
- Durée : 103 minutes
- Dates de sortie[1] :
  - France : 21 août 2024[2]
  - États-Unis : 23 août 2024
- Classification :
  - États-Unis : R (interdit aux moins de 17 ans non accompagnées)
  - France : interdit aux moins de 12 ans

## Distribution
- Naomi Ackie (VF : Aurélie Konaté ; VQ : Sofia Blondin) : Frida
- Channing Tatum (VF : Adrien Antoine ; VQ : Frédérik Zacharek) : Slater King
- Alia Shawkat (VF : Laëtitia Lefebvre ; VQ : Catherine Brunet) : Jess
- Christian Slater (VF : Rémi Bichet ; VQ : Gilbert Lachance) : Vic
- Simon Rex (VF : Gilduin Tissier ; VQ : Jean-François Beaupré) : Cody
- Adria Arjona (VF : Claire Morin ; VQ : Catherine Bonneau) : Sarah
- Haley Joel Osment (VF : Rémi Caillebot ; VQ : Lucien Bergeron) : Tom
- Liz Caribel (VF : Antonella Colapietro ; VQ : Marie-Laurence Boulet) : Camilla
- Levon Hawke (en) (VF : Martin Faliu ; VQ : Xiao Yi Hernan) : Lucas
- Trew Mullen (VF : Zina Khakhoulia ; VQ : Sandrine Fagnant) : Heather
- Geena Davis (VF : Annie Le Youdec ; VQ : Marie-Andrée Corneille) : Stacy
- Kyle MacLachlan (VF : Marc Fayet) : Rich

 Source et légende : version française (VF) sur RS Doublage et carton du doublage français ; version québécoise (VQ) sur Doublage.qc.ca

## Production

### Genèse et développement
Le 16 juin 2021, Zoë Kravitz annonce qu'elle compte réaliser son premier long-métrage, intitulé Pussy Island.
Début 2024, il est annoncé que le film est rebaptisé Blink Twice.

### Attribution des rôles
Alors que le projet est annoncé, Channing Tatum est le premier acteur engagé pour le rôle principal masculin.
Le 28 juin 2021, Naomi Ackie est engagée pour incarner le rôle principal féminin.

### Tournage
Le tournage débute en juin 2022. Il se déroule au Mexique.